# Indolestes alfurus
Indolestes alfurus là loài chuồn chuồn trong họ Lestidae. Loài này được Lieftinck mô tả khoa học đầu tiên năm 1960.